# List kaperski

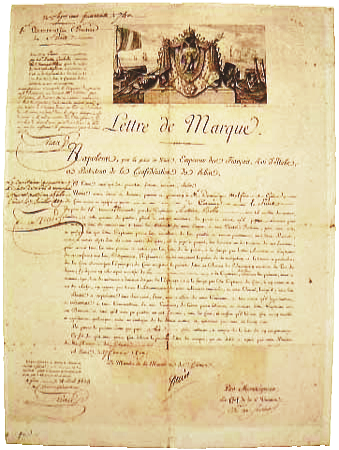
List kaperski dla kapitana Antoine Bollo wydany przez armatora Dominique Malfino z Genui, właściciela statku Furet, z 27 lutego 1809

List kaperski (ang. letter of marque, fr. lettre de course, niem. kaperbrief) – upoważnienie przyznawane kapitanom okrętów morskich przez rządy państw, umożliwiające ściganie, zatapianie bądź konfiskatę statków wroga (w tym ich ładunków).
Listy kaperskie zapewniały kaprom/korsarzom ochronę mocodawcy oraz prawo do pływania pod jego banderą, wpływania do jego portów oraz możliwość zachowania większości łupów (w ramach wynagrodzenia).